# Matthias Palbitzki
Matthias Palbitzki (* 23. Dezember 1623 in Stolp, Hinterpommern; † 20. Oktober 1677 in Julita, Södermanland) war ein schwedischer Diplomat.

## Leben
Matthias Palbitzki wurde wahrscheinlich in Stolp geboren, wo sein Vater Georg Matthias Palbitzki (* um 1570, † um 1639) Bürgermeister und fürstlich pommerscher Landrat war. Seine Mutter Anna Hoppe war eine Tochter des Hofgerichtspräsidenten und Direktors Dionysius Hoppe und der Maria Fuhrmann. Ab 1630 wurde er von Hauslehrern unterrichtet und besuchte ab 1637 das Akademische Gymnasium in Danzig. Wegen des Dreißigjährigen Krieges in Pommern, der auch die Güter der Familie belastete, sandte seine Mutter ihn 1640 an die Ritterakademie Sorø. Zusammen mit seinem Bruder begab er sich 1642 auf Reisen, um in den Niederlanden oder Frankreich in Kriegsdienst zu treten. Bereits in Hamburg trafen sie den Feldherrn Gustaf Horn, der sie überredete, in schwedische Dienste zu treten, und sie mit nach Stockholm nahm. Matthias Palbitzki wurde Hofjunker der Königin Christina. 1643 wurde er Fähnrich der Leibgarde und im selben Jahr zum Kapitänleutnant befördert. Ab 1645 unternahm er eine Reise durch das westliche und südliche Europa und nach Ägypten. Auf dem Rückweg hielt er sich fast ein Jahr in Rom auf und reiste dann über die Schweiz und Frankreich nach Schweden. Nach seiner Rückkehr im Oktober 1648 wurde er zum Kammerjunker ernannt.
Anfang 1649 entsandte ihn Königin Christina in diplomatischer Mission in die Republik Venedig, wo er zur Vermittlung im Konflikt mit Polen verhandeln sollte, und ins Großherzogtum Toskana. Nach einem erneuten Aufenthalt in Rom kehrte er nach Schweden zurück. 1650 wurde er zum Nürnberger Exekutionstag entsandt, wo er dem Generalissimus Karl von Pfalz-Zweibrücken die Nachricht von dessen Ernennung zum schwedischen Thronfolger überbrachte. 1651 unternahm er im Auftrag Karls X. Gustav weitere diplomatische Missionen nach Frankreich, Spanien und den Hof des Erzherzogs Leopold Wilhelm von Österreich in Brüssel. In Spanien erreichte er die Wiederaufnahme der seit den 1630er Jahren unterbrochenen Handelsbeziehungen. Anschließend unternahm er eine längere Reise durch das Land und besuchte die Stadt Sagunt. Auf dem Heimweg versuchte er in Paris vergeblich in den Fronden zu vermitteln. 1654 wurde er erneut nach Frankreich gesandt. Auf dem Rückweg hofierte er die abgedankte Königin Christina in Antwerpen.
Über seine Aufgaben unter Karl X. Gustav ist wenig bekannt. Nach eigenen Angaben folgte er dem König in den Polnisch-Schwedischen Krieg und begleitete ihn 1657 nach Hamburg und 1658 nach Göteborg. Am Hof war er Vertrauensperson für verschiedene ausländische Gesandte.
Unter der Vormundschaftsregierung für Karl XI. wurde er wieder in den diplomatischen Dienst aufgenommen. Von Sommer 1664 bis Frühjahr 1665 war er schwedischer Gesandter in Warschau. Im folgenden Jahr wurde er Regierungspräsident in Schwedisch-Pommern, damit zugleich Präsident des Hofgerichts, und nach wenigen Wochen im Amt erneut nach Polen geschickt. 1666 wurde er an den deutschen Kaiserhof entsandt, um den schwedischen Standpunkt im Konflikt mit Bremen mitzuteilen. Das ihm 1667 unterbreitete Angebot, in den schwedischen Reichsrat aufgenommen zu werden, lehnte er ab.
Palbitzki besaß eine umfassende Bildung, unter anderem besondere Kenntnisse in Latein und der griechischen Literatur. Er trat als Kenner und Vermittler europäischer, insbesondere antiker und italienischer Kunst hervor und warb ausländische Künstler wie den Bildhauer Nicolas Cordier und den Graveur Eric Parise an.
Seine diplomatischen Fähigkeiten wurden hoch geschätzt. 1675 wurde er in den schwedischen Freiherrenstand erhoben.

## Familie
Matthias Palbitzki heiratete am 26. Januar 1654 in Julita Anna Regina Khevenhüller (* 1618; † 24. Juni 1666), eine Tochter des Reichsrats Paul Khevenhüller und der Regina Catharina von Windisch-Grätz. Ihre Kinder waren:
- Alexander (* 1660; † 1724), Kammerpage Karls XI.
- Christina Beatrix (* 1661; † 1696), verheiratet mit Generalleutnant Nils Alexander von Ungern-Sternberg (* 1654; † 1721)
- Charlotta Regina (* 1663; † 1738), verheiratet mit Generalleutnant Erik Carlsson Sjöblad (* 1647; † 1725)